# Licencia ISC
La licencia ISC es una licencia de software libre permisiva escrita por el Internet Systems Consortium (ISC). Es funcionalmente equivalente a la Licencia BSD simplificada y MIT, sin el texto "innecesario por el Convenio de Berna". Inicialmente utilizada para el propio software del ISC, se ha convertido en licencia más usada en OpenBSD (a partir de junio de 2003) y en otros proyectos.
La licencia fue aceptada como la licencia libre por la Free Software Foundation (FSF) tras aceptar una propuesta suya de modificación del texto. La modificación fue aprobada en julio de 2007 y consistió en sustituir and distribute ("y distribuir") por and/or distribute ("y/o distribuir").

## Plantilla
A continuación se presenta una plantilla de la licencia:
```
Copyright (c) 4-digit year, Company or Person's Name <E-mail address>

Permission to use, copy, modify, and/or distribute this software for any
purpose with or without fee is hereby granted, provided that the above
copyright notice and this permission notice appear in all copies.

THE SOFTWARE IS PROVIDED "AS IS" AND THE AUTHOR DISCLAIMS ALL WARRANTIES
WITH REGARD TO THIS SOFTWARE INCLUDING ALL IMPLIED WARRANTIES OF
MERCHANTABILITY AND FITNESS. IN NO EVENT SHALL THE AUTHOR BE LIABLE FOR
ANY SPECIAL, DIRECT, INDIRECT, OR CONSEQUENTIAL DAMAGES OR ANY DAMAGES
WHATSOEVER RESULTING FROM LOSS OF USE, DATA OR PROFITS, WHETHER IN AN
ACTION OF CONTRACT, NEGLIGENCE OR OTHER TORTIOUS ACTION, ARISING OUT OF
OR IN CONNECTION WITH THE USE OR PERFORMANCE OF THIS SOFTWARE.

```

Traducción no oficial de la licencia:
```
Copyright (c) 4-dígitos del año, Nombre de la compañía o persona <E-mail>

Se concede por la presente el permiso para usar, copiar, modificar y/o 
distribuir este software para cualquier propósito con o sin cargo, 
siempre y cuando el aviso de copyright anterior y este aviso de permiso 
aparezcan en todas las copias.

EL SOFTWARE SE PROPORCIONA "TAL CUAL" Y EL AUTOR RECHAZA TODAS LAS 
GARANTÍAS CON RESPECTO A ESTE SOFTWARE, INCLUIDAS TODAS LAS GARANTÍAS 
IMPLÍCITAS DE COMERCIABILIDAD Y ADECUACIÓN. EN NINGÚN CASO EL AUTOR SERÁ 
RESPONSABLE POR CUALQUIER DAÑO ESPECIAL, DIRECTO, INDIRECTO O CONSECUENTE, 
O CUALQUIER DAÑO QUE RESULTE DE LA PÉRDIDA DE USO, DATOS O BENEFICIOS, YA 
SEA EN UNA ACCIÓN DE CONTRATO, NEGLIGENCIA U OTRA ACCIÓN EXTRACONTRACTUAL
QUE SURJA DE O EN CONEXIÓN CON EL USO O RENDIMIENTO DE ESTE SOFTWARE.

```